# Drohi
Drohi est un film indien de Bollywood réalisé par Ram Gopal Varma sorti le 25 octobre 1992.
Le film met en vedette Nagarjuna Akkineni, Urmila Matondkar et Danny Denzongpa . Au box-office le film rapporte 180 200 000 roupies.